# Раннах
Раннах (нем. Rannach) — река в Германии, протекает по земле Бавария, речной индекс 242814. Длина реки 12,67 км. Площадь бассейна 44 км². Высота истока 385 м. Высота устья 310 м.